# Episodi di Una mamma quasi perfetta (prima stagione)
La prima stagione della serie televisiva Una mamma quasi perfetta è stata trasmessa in anteprima negli Stati Uniti d'America dalla ABC tra il 17 settembre 2002 e il 25 marzo 2003.
| nº | Titolo originale                | Titolo italiano | Prima TV USA      | Prima TV Italia |
| -- | ------------------------------- | --------------- | ----------------- | --------------- |
| 1  | Pilot                           |                 | 17 settembre 2002 |                 |
| 2  | Weather or Not                  |                 | 1º ottobre 2002   |                 |
| 3  | Dream                           |                 | 1º ottobre 2002   |                 |
| 4  | Don't Act Your Age, Just Act    |                 | 8 ottobre 2002    |                 |
| 5  | Duets                           |                 | 15 ottobre 2002   |                 |
| 6  | Is It Just Us?                  |                 | 22 ottobre 2002   |                 |
| 7  | A Day in the Life               |                 | 28 ottobre 2002   |                 |
| 8  | Happy Day                       |                 | 5 novembre 2002   |                 |
| 9  | Money Plus Marlens Makes Four   |                 | 12 novembre 2002  |                 |
| 10 | Partly Sunny                    |                 | 19 novembre 2002  |                 |
| 11 | What If?                        |                 | 26 novembre 2002  |                 |
| 12 | Christmastime in the City       |                 | 10 dicembre 2002  |                 |
| 13 | Okay, Thanks                    |                 | 17 dicembre 2002  |                 |
| 14 | Deuce Is Wild                   |                 | 8 gennaio 2003    |                 |
| 15 | Assaulted Nuts                  |                 | 14 gennaio 2003   |                 |
| 16 | Psychic                         |                 | 4 febbraio 2003   |                 |
| 17 | The Graduate                    |                 | 11 febbraio 2003  |                 |
| 18 | Buy This Book                   |                 | 18 febbraio 2003  |                 |
| 19 | In Need of Assistants           |                 | 11 marzo 2003     |                 |
| 20 | Stealing Home                   |                 | 18 marzo 2003     |                 |
| 21 | Ding, Ding, Ding Went the Truth |                 | 25 marzo 2003     |                 |
| 22 | Till Next Time                  |                 | 25 marzo 2003     |                 |